# Magyar Muaythai Szakszövetség
A Magyar Muaythai Sportági Országos Szakszövetség (Hungarian Muaythai Federation) a muaythai (muaj thai, thai boksz) sportág hazai működését irányító szervezet. Célja az amatőr és profi versenyzők összefogása, támogatása, a sportággal kapcsolatos versenyek, bajnokságok rendezése és lebonyolítása, valamint a sportolók nemzetközi szereplésének elősegítése. Székhelye Budapesten található.

## A sportág
A muaythai az ősi thai katonák harcművészete volt, kiképzésük részét képezte, hogy fegyverek nélkül is sikeresen megvédjék magukat. Maga a muaythai elnevezés 1809-ben alakult ki, ekkor épült az első, kifejezetten erre a sportágra használt stadion is (II. Rama király a palota területén építtette fel a Wang Lang stadiont). 1868-ban V. Rama (Chulalongkorn 1853-1910) thaiföldi király uralkodása alatt kezdtek javítani az elavult technikákon, meghatározták a muaythaiedzések irányvonalát, valamint a tanulók és oktatók besorolásának rendjét. Az első ökölvívó-szorítóban vívott muaythai küzdelmeket 1921-ben rendezték. Ezeknél a versenyeknél eleinte csak vezető bírókat alkalmaztak és pontozóbírót nem, mert a versenyt K.O. vagy feladás döntötte el. 1929-ben megjelent a bokszkesztyű és a fém herevédő használata a harcosokon, és először alkalmaztak két pontozóbírót, így már mód nyílt pontozásos győzelemre. 1937-ben a thai Oktatási Minisztérium testnevelési részlege megalkotta a muaythaiharc hivatalos szabályait. 1971-ben alakult ki az amatőr versenyzés nemzetközi szabályzata, először 1985-ben rendezték meg Thaiföldön az összes iskola közötti amatőr muaythaiviadalt. Itt már védőfelszerelésben folyt a versenyzés, ez később minden versenyen kötelező lett.
1990-ben Bangkokban hivatalosan megalakult a Nemzetközi Amatőr Muaythai Szövetség, az International Federation of Muaythai Amateurs (IFMA), majd négy évvel később az International Amateur Muaythai Federation (IAMTF; 1994). A következő évben megtartották az első IAMTF-világbajnokságot (Bangkok, 1995). Létrejön (1995) a World Muaythai Council, amely az első olyan profi muaythai szervezet, melyet elismer a thaiföldi Sportminisztérium (Sport Authority of Thailand).
A harmadik amatőr muaythai-világbajnokságon már a magyar csapat is részt vett (Bangkok, 1997. február). 1998 áprilisában, az első amatőr Európa-bajnokságon Balogh József bronzérmet szerzett (Calafell, Spanyolország). 2009 novembere: az első IFMA szabályok szerint rendezett muaythai-világbajnokság Magyarországon (Muskotály Bálint ezüstérem, B kategória). 
2017-ben a muaythai először szerepelt teljes jogú résztvevőként a Világjátékokon Lengyelországban (Wroclaw), Magyarországot meghívott bíróként Vojvoda György képviselte.

## A hazai szövetség
A ’80-as évek legelején már egyre többen kezdtek el érdeklődni Magyarországon a muaythai (thai boksz) iránt, Pécsett Blazsekovics Ferenc, Budapesten pedig Tölgyessy Csaba és Rehák György,Kurdy István nevéhez fűződik a sportág hazai megteremtése. Ők kezdtek el először a muaythai-szabályrendszerhez nagyon hasonló küzdősporttal foglalkozni itthon.
1992-ben a kiemelkedőbb versenyzők saját egyesületeket alapítottak, ez elindította a sportágat afelé, hogy önálló sportággá fejlődjön, és saját szövetséget alakítson. 1994-ben megalakult a Magyar Thai Box Országos Sportági Szakszövetség. (Alapító egyesületek: Moró Thai Box Gym, Moró Endre; Magyar Muaythai Egyesület, Bata Tamás; Old Man Thai Box Egyesület, Gazdag Imre).
A Szakszövetség a megalakulása után közvetlenül három kiemelkedő nemzetközi viadalt rendezett Svédország, Izrael, valamint Olaszország ellen, 1994 decemberében három versenyzőnk, Kató Mihály, Moró Endre és Susa Vendel világkupát nyertek Kínában.
1997-ben Kató Mihály és Moró Endre egy thaiföldi edzőtáborozás alkalmával autóbalesetet szenvedett Pattayán, amibe Kató Mihály belehalt, Moró Endre pedig olyan súlyos sérüléseket szerzett, hogy sportpályafutását nem tudta folytatni. Ekkor a szakszövetség vezetését Bata Tamás vette át. 
1998-tól a szövetség vezetősége programjába iktatta a sportág amatőr szabályrendszere szerinti versenyeket, 1999-től minden évben megrendezi az amatőr magyar muaythai bajnokságot. Ezek nyílt versenyek, amelyeken az IFMA szabályrendszere szerint, különböző súlycsoportokban, junior, valamint felnőtt kategóriában, férfiak és nők egyaránt küzdenek a magyar bajnoki címért. A versenyzők rendszeresen vesznek részt világ- és Európa-bajnokságokon.  
2001 elején az új sporttörvénynek megfelelően a szakszövetség átalakult és nevét az IFMA világszövetség kérésére, Magyar Amatőr Muaythai Sportági Országos Szakszövetségre változtatta. 2001-ben a thaiföldi világbajnokságról Csábi Bettina, a sportág kiemelkedő versenyzője aranyéremmel tért haza. 
2003-ban Bata Tamás elkészítette a Sportminisztérium által jóváhagyott sportági tematikát, amely tartalmazza sportoktatói szakképesítés anyagát. Ennek alapján a Szakszövetség muaythai sportoktatói tanfolyamokat indíthat (2004 óta). 2006-ban a sportág elnyerte az AGFIS (Association Générale des Fédérations Internationales de Sports, Nemzetközi Sportszövetségek Szervezete) tagságot. 2009 augusztusában a Magyar Amatőr Muaythai Sportági Országos Szakszövetséget a Fővárosi Törvényszék az új besorolással a szakszövetségek közé vette. 

## A szövetség vezetői
- Dudok Károly – elnök, regionális vezető
- --------------- – Főtitkár
- Dr. Biczó László – felügyelő bizottság elnöke
- Vojvoda György – elnökségi tag, főbíró
- Szöllős Imre – elnökségi tag, főbíró
- Bányász Adrián – elnökségi tag, regionális vezető, szövetségi kapitány
- Jászka Krisztián – elnökségi tag, regionális vezető, szövetségi kapitány helyettes
- Nagy Balázs – utánpótlás szövetségi kapitány
- Rebrei József – elnökségi tag, regionális vezető, utánpótlás szövetségi kapitány helyettes
- Hajós István – elnökségi tag, gazdasági vezető
- Gyulai Tamás – elnökségi tag
- Mikolai András – elnökségi tag
- Czinke Gábor – elnökségi tag, hivatásos/profi bizottsági tag
- Skrobár Róbert – hivatásos/profi bizottsági tag
- Rehák György – hivatásos/profi bizottsági tag

## A sportág kiemelkedő eredményei (2016-tól)
- IFMA/EMF Európa-bajnokság (Split, 2016)
  - Földvári Laura, ezüstérem (elit-kategória)
  - Fábián Kristóf, Pintér Szebasztián, aranyérem
  - Spéth Norbert és Bereczki Dominik, bronzérem
- IFMA Világbajnokság (Mexikó, 2018)
  - Spéth Norbert, ezüstérem (elit-kategória)
  - ifj. Kurdy István és Nagy Ede, bronzérem
- Ifjúsági Világbajnokság (Bangkok, 2018)
  - Józsa Szabolcs, ezüstérem
  - Sándorfi Ajsa, Tóth Enikő, Józsa Szilárd és Bordás Alex, bronzérem
- I. Muaythai Egyetemi Világbajnokság (Pattaya, 2018)
  - Hegedűs Márk és Nardelotti Zoltán, bronzérem (elit-kategória)
- IFMA/EMF Európa-bajnokság (Prága, 2018)
  - Spéth Norbert, aranyérem (elit-kategória)
  - Koczó Henrik és Nardelotti Zoltán, ezüstérem
  - Nagy Ede és Herceg Alex Valentin, bronzérem
    - Juniorok:

  - Szána Patrik és Sándorfi Ajsa, aranyérem
  - Tóth Enikő, ezüstérem
- Antalya Open (Antalya, 2018)
  - Spéth Norbert, Nardelotti Zoltán, Pintér Szebasztián és Szakolczai Martin, aranyérem
    - Utánpótlás:

  - Józsa Szabolcs, Szána Patrik és Varga Kristóf, aranyérem
  - Adler Netti és Tóth Enikő, ezüstérem
  - Sándorfi Ajsa, Fibi Márk, Molos Károly és Tóbiás Dávid Csaba, bronzérem
- Baltic Muaythai Open (Trakaj, 2019) 
  - Spéth Norbert, Pintér Szebasztián és Nardelotti Zoltán, aranyérem
  - Fábián Kristóf és Gönczi Alex, bronzérem[1]

## Érdekességek a sportágról
- A sportág a Tigriskirály (Pra Chao Sua 1697–1709) idejében még lényegében szabályok nélküli küzdelem volt. Csupasz lábbal harcoltak, és ha mindkét harcos beleegyezett, kezükre törött üveget erősítettek. A harcosok még ma is mezítláb küzdenek, de már kötelező védőfelszerelésben.
- A mérkőzések előtt és alatt jellemző a tradicionális zene, ez egyrészt különleges hangulatot biztosít, másrészt a hagyomány szerint megtisztítja a harcos szívét a félelemtől és felkészíti a harcra.
- 1921-ig a thai-ok egy szövetbe kötött kagylót viseltek mélyütés elleni védelemként.
- Az órával mért menetidő bevezetése előtt (1921) az időt egy kifúrt kókuszdió-héjjal mérték, amelyet egy víztartályba tettek. Amikor elmerült, vége volt a menetnek.
- A sportág népszerűsítésében jelentős szerepe volt Jean-Claude Van Damme belga színésznek, Kickboxer (1989) című filmjét követően világszerte megnőtt az érdeklődés a muaythai iránt.